# Episodi di Dads
La prima e unica stagione della serie televisiva Dads è stata trasmessa sul canale statunitense Fox dal 17 settembre 2013 al 16 luglio 2014.
In Italia la serie è inedita.
| nº | Titolo originale                | Titolo italiano | Prima TV USA      | Prima TV Italia |
| -- | ------------------------------- | --------------- | ----------------- | --------------- |
| 1  | Pilot                           |                 | 17 settembre 2013 |                 |
| 2  | Heckuva Job, Brownie            |                 | 24 settembre 2013 |                 |
| 3  | Clean on Me                     |                 | 1º ottobre 2013   |                 |
| 4  | Funny Girl                      |                 | 8 ottobre 2013    |                 |
| 5  | Oldfinger                       |                 | 15 ottobre 2013   |                 |
| 6  | My Dad Is Hotter Than Your Dad  |                 | 22 ottobre 2013   |                 |
| 7  | Foul Play                       |                 | 5 novembre 2013   |                 |
| 8  | Doubles Trouble                 |                 | 12 novembre 2013  |                 |
| 9  | Comic Book Issues               |                 | 19 novembre 2013  |                 |
| 10 | Dad Abuse                       |                 | 26 novembre 2013  |                 |
| 11 | The Glitch That Stole Christmas |                 | 3 dicembre 2013   |                 |
| 12 | Mister Edna                     |                 | 7 gennaio 2014    |                 |
| 13 | Eli Nightingale                 |                 | 14 gennaio 2014   |                 |
| 14 | Bully Gene                      |                 | 21 gennaio 2014   |                 |
| 15 | Baby Face                       |                 | 28 gennaio 2014   |                 |
| 16 | Warner's Got It Made            |                 | 4 febbraio 2014   |                 |
| 17 | Enemies of Bill                 |                 | 11 febbraio 2014  |                 |
| 18 | Have a Heart... Attack!         |                 | 11 febbraio 2014  |                 |
| 19 | Jerk in the Box                 |                 | 16 luglio 2014    |                 |